# Władcy z dynastii habsbursko-lotaryńskiej
Dynastia habsbursko-lotaryńska – dynastia powstała z małżeństwa dziedziczki korony Habsburgów, Marii Teresy i księcia Lotaryngii, Franciszka III Stefana. 
Dynastia ta panowała w Świętym Cesarstwie Rzymskim oraz w Austrii i w Austro-Węgrzech. Łączyła koronę cesarską i arcyksięcia Austrii. W 1804 Franciszek II (zwany także Franciszek I) nadał sobie tytuł cesarza Austrii (Święte Cesarstwo Rzymskie przestało istnieć w 1806).
Za panowania Franciszka Józefa I cesarstwo Austrii przekształciło się w dualistyczną monarchię Austro-Węgier, która przetrwała aż do końca I wojny światowej. W 1918 po klęsce wojennej Austro-Węgry rozpadły się.

## Lista władców z dynastii habsbursko-lotaryńskiej
(w nawiasach podano okres panowania)

### Cesarze rzymscy i arcyksiążęta Austrii
- Józef II (1780–1790) – syn Marii Teresy
- Leopold II (1790–1792) – syn Marii Teresy
- Franciszek II (1792–1806) – syn Leopolda II

### Cesarze Austrii a następnie Austro-Węgier
- Franciszek I (1804–1835) – syn Leopolda II
- Ferdynand I (1835–1848) – syn Franciszka I
- Franciszek Józef I (1848–1916) – bratanek Ferdynada I
- Karol I (1916–1918) – wnuk stryjeczny Franciszka Józefa I